# Майовка (Молдова)
Майовка (рум. Maiovca) — село в Молдові в Окницькому районі. Входить до складу комуни, центром якої є село Окниця. Засноване на початку XX століття. Знаходиться неподалік від кордону з Україною. Населення становить 110 чол., проживають переважно українці.
| Молдова | Це незавершена стаття з географії Молдови. Ви можете допомогти проєкту, виправивши або дописавши її. |

1. ↑  Ladaniuc V., Țopa T. G. Localitățile Republicii Moldova: itinerar documentar-publicistic ilustrat. Volumul 8: Li-M — Chișinău: Draghiștea, 2008. — С. 176–177. — 655 с. — ISBN 978-9975-9868-7-8